# Мьин Шве
Мьин Шве (бирм. မြင့်ဆွေ [mjɪ̰ɴ sʰwè]; 24 мая 1951, Мандалай — 7 августа 2025, Нейпьидо) — бирманский политический деятель, в ходе военного переворота назначен временным президентом Мьянмы с 1 февраля 2021 года по 22 июля 2024 года.
Он занимал пост главного министра провинции Янгон с 30 марта 2011 года по 30 марта 2016 года, после чего он был приведен к присяге в качестве вице-президента Мьянмы, а с 21 по 30 марта 2018 года исполнял обязанности президента страны. Этнически Мьин Шве является моном; по профессии он бывший военный офицер.

## Военная карьера
Окончил Академию оборонных услуг в 1971 году в рамках 15-го набора. Стал бригадным генералом и командующим 11-й легкой пехотной дивизией в 1997 году. Через 4 года назначен командующим юго-восточного командования и вошёл в Государственный совет мира и развития. Позже был произведен в генерал-майоры.
Мьин Шве стал начальником управления военной безопасности после того как Кхин Ньюн был арестован в 2004 году. Возглавил Пятое бюро специальных операций (БСО-5) в январе 2006 года.
В должности командующего Янгонского военного округа Мьин Шве арестовал членов семьи У Не Вина после предполагаемого переворота в 2002 году, когда заговор был раскрыт; арестовал Кхин Ньюна и его соратников в 2004 году; провел чистку в военной разведке после Шафрановой революции в 2007 году. Его действия после циклона «Наргис» были подвергнуты критике.

## Политическая карьера

### Вице-президент
11 марта 2016 года фракция военных депутатов на собрании Союза номинировала его на должность вице-президента Мьянмы. 15 марта 2016 года он получил 213 голосов, после чего стал первым вице-президентом кабинета Тхин Чжо, был приведён к присяге 30 марта 2016 года.

### Временный президент
1 февраля 2021 года в ходе военного переворота был назначен на должность временного президента Мьянмы.
18 июля 2024 года государственные СМИ Мьянмы сообщили, что Мьин Шве страдает неврологическими расстройствами и периферической невропатией, добавив, что он проходит медицинское лечение с начала 2024 года и не может принимать пищу или выполнять другие основные функции. 22 июля 2024 года он взял отпуск по болезни и передал свои обязанности президента Мин Аун Хлайну в качестве исполняющего обязанности.
Умер утром 7 августа 2025 года в возрасте 74 лет после продолжительной болезни в военном госпитале в Нейпьидо.